# Гьотто, Лука
Лука Гьотто (итал. Luca Ghiotto; род. 24 февраля 1995 года в Арциньяно, Италия) — итальянский автогонщик, вице-чемпион серии GP3 в сезоне 2015. На данный момент участвует в чемпионате ФИА Формулы-2, в 2020 году выступает за команду Hitech GP.

## Карьера
Гьотто родился в спортивной семье: его отец Франко и дядя Серджо — известные автогонщики. Начал свою карьеру с картинга. С 2008 по 2010 года он участвовал во множестве картинговых соревнований в классах KF3 и KF2.
В 2011 г. Лука дебютировал в серии с автомобилями с открытыми колёсами, приняв участие в европейской и итальянской сериях Formula Abarth. В 2012 г. он стал вице-чемпионом обеих серий.
В 2012 г. Гьотто принял участие в двух этапах Формулы-Рено 2.0 NEC в составе команды Prema Powerteam, с которой и дальше продолжал свою карьеру. Также участвовал в четырёх гонках Альпийского кубка Формулы-Рено 2.0, в которых сумел набрать 22 очка.
В 2013 г. Лука выступал в Еврокубке Формулы-Рено 2.0, где, набрав 69 очков, занял 9-е место, и Альпийском кубке, в котором с 210 набранными очками стал вице-чемпионом.
В 2014 г. Гьотто дебютировал в Еврокубке Формулы-Рено 3.5 в составе команды International Draco Racing, и сумев набрать только 26 очков, занял в нём 17-е место. Также в этом году Лука участвовал в четырёх гонках серии GP3 — на этапах в Спа и Монце. В 2015 г. Лука провёл полный сезон в этой серии за команду Trident, и добился большого успеха. На протяжении большей части сезона он лидировал в личном зачёте, а по итогам чемпионата одержал пять побед, заработал 245 очков и в итоге занял 2-е место.
В 2016-м продолжил выступать за Trident, но уже в серии GP2. По ходу сезона одержал одну победу, завершил чемпионат на восьмом месте.
В 2017-м Лука перешёл в команду Russian Time в этой же серии, где стал напарником Артёма Маркелова. В течение сезона одержал одну победу и семь раз поднялся на подиум, заняв 4-е место. Успешные выступления Луки и Артёма позволили команде одержать победу в личном зачёте. По окончании сезона покинул Russian Time и перешёл в команду Campos Vexatec Racing.
В сезоне 2018 занял восьмое место, четыре раза поднялся на подиум, лучшим результатом стало второе место в воскресном спринте на Хунгароринге.
В сезоне 2019 года Гьотто перешёл в команду UNI-Virtuosi (бывшая Russian Time, переименованная после смены владельцев), где его напарником стал Чжоу Гуанью. В течение сезона Лука одержал четыре победы, два раза стартовал с поул-позиции закончил сезон на третьем месте. Ожидалось, что по окончании сезона Лука покинет Формулу-2 ради участия в чемпионате Intercontinental GT Challenge (также он выступил на этапе WEC в Фудзи в составе команды Team LNT), однако продолжил выступления в Формуле-2, присоединившись к новой команде чемпионата Hitech Grand Prix в напарники к Никите Мазепину.
В сезоне 2020 года Лука одержал одну победу, поднялся четыре раза на подиум и занял 10-е место. На этапе в Сочи в спринтерской гонке во время борьбы за позицию с Джеком Эйткеном столкнулся с ним, в результате оба потеряли контроль над собственными машинами и врезались на высокой скорости в барьер. В результате машина Луки загорелась, но оба гонщика избежали травм. Гонка была остановлена и не была возобновлена в дальнейшем.

## Результаты выступлений
| Сезон   | Серия                                               | Команда                    | Гонки | Победы | Поулы | Л/Круги | Подиумы | Очки | Место |
| ------- | --------------------------------------------------- | -------------------------- | ----- | ------ | ----- | ------- | ------- | ---- | ----- |
| 2011    | Formula Abarth Italian Series                       | Prema Powerteam            | 14    | 0      | 1     | 2       | 1       | 42   | 9     |
| 2011    | Formula Abarth European Series                      | Prema Powerteam            | 14    | 0      | 0     | 1       | 4       | 65   | 6     |
| 2012    | Formula Abarth European Series                      | Prema Powerteam            | 24    | 7      | 8     | 9       | 11      | 246  | 2     |
| 2012    | Formula Abarth Italian Series                       | Prema Powerteam            | 18    | 6      | 7     | 7       | 7       | 175  | 2     |
| 2012    | Альпийская Формула-Рено 2.0                         | Prema Powerteam            | 4     | 0      | 0     | 0       | 0       | 22   | 19    |
| 2012    | Формула-Рено 2.0 NEC                                | Prema Powerteam            | 2     | 0      | 0     | 0       | 0       | 7    | 44    |
| 2013    | Альпийская Формула-Рено 2.0                         | Prema Powerteam            | 14    | 5      | 0     | 2       | 8       | 211  | 2     |
| 2013    | Еврокубок Формулы-Рено 2.0                          | Prema Powerteam            | 14    | 1      | 1     | 0       | 2       | 69   | 9     |
| 2013    | Pau Formula Renault 2.0 Trophy                      | Prema Powerteam            | 1     | 1      | 0     | 0       | 1       | н/д  | 1     |
| 2014    | Формула-Рено 3.5                                    | International Draco Racing | 17    | 0      | 0     | 0       | 0       | 26   | 17    |
| 2014    | GP3                                                 | Trident                    | 4     | 0      | 1     | 0       | 0       | 4    | 20    |
| 2015    | GP3                                                 | Trident                    | 18    | 5      | 5     | 9       | 8       | 245  | 2     |
| 2016    | GP2                                                 | Trident                    | 22    | 1      | 0     | 2       | 4       | 111  | 8     |
| 2017    | ФИА Формула-2                                       | Russian Time               | 22    | 1      | 0     | 1       | 7       | 185  | 4     |
| 2018    | ФИА Формула-2                                       | Campos Vexatec Racing      | 24    | 0      | 0     | 2       | 4       | 111  | 8     |
| 2019    | ФИА Формула-2                                       | UNI-Virtuosi Racing        | 22    | 4      | 2     | 2       | 9       | 207  | 3     |
| 2019-20 | Чемпионат мира по автогонкам на выносливость — LMP1 | Team LNT                   | 1     | 0      | 0     | 0       | 1       | 0,5  | 24    |
| 2020    | Intercontinental GT Challenge                       | Aston Martin               | 1     | 0      | 0     | 0       | 0       | 0    | —     |
| 2020    | ФИА Формула-2                                       | Hitech Grand Prix          | 23    | 1      | 0     | 2       | 4       | 106  | 10    |

### Формула-Рено 3.5
| Сезон | Команда                    | 1        | 2       | 3        | 4          | 5        | 6       | 7          | 8        | 9        | 10         | 11       | 12       | 13       | 14      | 15       | 16       | 17         | Место | Очки |
| ----- | -------------------------- | -------- | ------- | -------- | ---------- | -------- | ------- | ---------- | -------- | -------- | ---------- | -------- | -------- | -------- | ------- | -------- | -------- | ---------- | ----- | ---- |
| 2014  | International Draco Racing | МНЦ 1 16 | МНЦ 2 4 | АЛК 1 16 | АЛК 2 Сход | МОН 1 14 | СПА 1 6 | СПА 2 Сход | МСК 1 16 | МСК 2 14 | НЮР 1 Сход | НЮР 2 15 | ХУН 1 11 | ХУН 2 19 | ЛЕК 1 7 | ЛЕК 2 16 | ХЕР 1 13 | ХЕР 2 Сход | 17    | 26   |

### GP3
| Сезон | Команда | 1         | 2         | 3         | 4         | 5         | 6         | 7         | 8         | 9         | 10        | 11           | 12         | 13         | 14         | 15        | 16        | 17        | 18        | Место | Очки |
| ----- | ------- | --------- | --------- | --------- | --------- | --------- | --------- | --------- | --------- | --------- | --------- | ------------ | ---------- | ---------- | ---------- | --------- | --------- | --------- | --------- | ----- | ---- |
| 2014  | Trident | КАТ ГОН   | КАТ СПР   | РБР ГОН   | РБР СПР   | СИЛ ГОН   | СИЛ СПР   | ХОК ГОН   | ХОК СПР   | ХУН ГОН   | ХУН СПР   | СПА ГОН 18   | СПА СПР 14 | МНЦ ГОН 21 | МНЦ СПР 13 | СОЧ ГОН   | СОЧ СПР   | ЯСМ ГОН   | ЯСМ СПР   | 20    | 4    |
| 2015  | Trident | КАТ ГОН 2 | КАТ СПР 8 | РБР ГОН 1 | РБР СПР 3 | СИЛ ГОН 4 | СИЛ СПР 7 | ХУН ГОН 1 | ХУН СПР 4 | СПА ГОН 5 | СПА СПР 1 | МНЦ ГОН Сход | МНЦ СПР 3  | СОЧ ГОН 1  | СОЧ СПР 8  | БАХ ГОН 4 | БАХ СПР 1 | ЯСМ ГОН 5 | ЯСМ СПР 4 | 2     | 245  |

### GP2
| Сезон | Команда | 1            | 2          | 3            | 4          | 5         | 6          | 7         | 8         | 9         | 10        | 11         | 12           | 13        | 14        | 15        | 16        | 17        | 18           | 19        | 20        | 21         | 22         | Место | Очки |
| ----- | ------- | ------------ | ---------- | ------------ | ---------- | --------- | ---------- | --------- | --------- | --------- | --------- | ---------- | ------------ | --------- | --------- | --------- | --------- | --------- | ------------ | --------- | --------- | ---------- | ---------- | ----- | ---- |
| 2016  | Trident | КАТ ГОН Сход | КАТ СПР 12 | МОН ГОН Сход | МОН СПР 14 | БАК ГОН 9 | БАК СПР 12 | РБР ГОН 4 | РБР СПР 9 | СИЛ ГОН 5 | СИЛ СПР 2 | ХУН ГОН 17 | ХУН СПР Сход | ХОК ГОН 2 | ХОК СПР 4 | СПА ГОН 7 | СПА СПР 3 | МНЦ ГОН 6 | МНЦ СПР Сход | СЕП ГОН 7 | СЕП СПР 1 | ЯСМ ГОН 11 | ЯСМ СПР 19 | 8     | 111  |

### ФИА Формула-2
| Сезон | Команда               | 1           | 2             | 3            | 4            | 5         | 6         | 7            | 8            | 9            | 10          | 11         | 12         | 13        | 14         | 15        | 16         | 17        | 18           | 19         | 20         | 21           | 22            | 23          | 24         | Место | Очки |
| ----- | --------------------- | ----------- | ------------- | ------------ | ------------ | --------- | --------- | ------------ | ------------ | ------------ | ----------- | ---------- | ---------- | --------- | ---------- | --------- | ---------- | --------- | ------------ | ---------- | ---------- | ------------ | ------------- | ----------- | ---------- | ----- | ---- |
| 2017  | Russian Time          | БАХ ГОН 7   | БАХ СПР 2     | КАТ ГОН 2    | КАТ СПР 7    | МОН ГОН 5 | МОН СПР 4 | БАК ГОН 16   | БАК СПР 7    | РБР ГОН 14   | РБР СПР 4   | СИЛ ГОН 6  | СИЛ СПР 2  | ХУН ГОН 6 | ХУН СПР 8  | СПА ГОН 2 | СПА СПР 3  | МНЦ ГОН 4 | МНЦ СПР 1    | ХЕР ГОН 7  | ХЕР СПР 4  | ЯСМ ГОН 3    | ЯСМ СПР 5     |             |            | 4     | 185  |
| 2018  | Campos Vexatec Racing | БАХ ГОН 12  | БАХ СПР 6     | БАК ГОН Сход | БАК СПР 14   | КАТ ГОН 4 | КАТ СПР 5 | МОН ГОН Сход | МОН СПР 10   | ЛЕК ГОН 3    | ЛЕК СПР 3   | РБР ГОН 12 | РБР СПР 13 | СИЛ ГОН 5 | СИЛ СПР 10 | ХУН ГОН 6 | ХУН СПР 2  | СПА ГОН 7 | СПА СПР 6    | МНЦ ГОН 10 | МНЦ СПР 6  | СОЧ ГОН Сход | СОЧ СПР 14    | ЯСМ ГОН 3   | ЯСМ СПР 9  | 8     | 111  |
| 2019  | UNI-Virtuosi Racing   | БАХ ГОН 2   | БАХ СПР 1     | БАК ГОН 9    | БАК СПР Сход | КАТ ГОН 4 | КАТ СПР 2 | МОН ГОН ДСК  | МОН СПР Сход | ЛЕК ГОН Сход | ЛЕК СПР 12  | РБР ГОН 2  | РБР СПР 2  | СИЛ ГОН 1 | СИЛ СПР 15 | ХУН ГОН 4 | ХУН СПР 8  | СПА ГОН О | СПА СПР О    | МНЦ ГОН 2  | МНЦ СПР 15 | СОЧ ГОН 4    | СОЧ СПР 1     | ЯСМ ГОН 6   | ЯСМ СПР 1  | 3     | 207  |
| 2020  | Hitech Grand Prix     | РБР1 ГОН НС | РБР1 СПР Сход | РБР2 ГОН 11  | РБР2 СПР 10  | ХУН ГОН 4 | ХУН СПР 1 | СИЛ1 ГОН 17  | СИЛ1 СПР 19† | СИЛ2 ГОН 13  | СИЛ2 СПР 10 | КАТ ГОН 8  | КАТ СПР 2  | СПА ГОН 9 | СПА СПР 5  | МНЦ ГОН 2 | МНЦ СПР 15 | МУД ГОН 2 | МУД СПР Сход | СОЧ ГОН 4  | СОЧ СПР 5‡ | БАХ1 ГОН 12  | БАХ1 СПР Сход | БАХ2 ГОН 16 | БАХ2 СПР 7 | 10    | 106  |

† Не финишировал в гонке, но был классифицирован как завершивший более 90 % её дистанции.
‡ Получил половину очков из-за того, что закончил менее 75 % гоночной дистанции